# Смольники (Дебьоський район)
Смо́льники (рос. Смольники) — присілок в Дебьоському районі Удмуртії, Росія.

## Населення
Населення — 54 особи (2010; 79 в 2002).
Національний склад станом на 2002 рік:
- росіяни — 99 %

## Урбаноніми[3]
- вулиці — Смольниківська